# تي ان ايه ريبليون
 كان تي ان ايه ريبليون (بالعربية: تمرد) هو عرض مصارعة المحترفين بنظام الدفع مقابل المشاهدة (البي بي في) وهو من الاحداث التي تنتجها شركة امباكت ريسلينج. وقع الحدث يوم الاحد الموافق 28 أبريل 2019، في قاعة ريبول كومبليكس انترتينمت في مدينة تورونتو بولاية أونتاريو الكندية.

## سيناريوهات العرض
وتضمن العرض الكثير من مباريات مصارعة المحترفين التي تحتوي على المصارعين الذين يخاضون النزاعات التي تمت كتابتها مسبقا بحسب سيناريوهات. يظهرالمصارعون المكروهين والمحبوبين أو الشخصيات الأقل تميزًا في الأحداث النصية التي تسببت في التوتر والتي ادت لتنظيم مباراة مصارعة أو سلسلة من المباريات.
في حلقة 1 فبراير 2019 من عرض الامباكت! ، أعلن الاتحاد موعد عرض ريبليون.

## الحدث
| الوظيفة                      | الاسم         |
| ---------------------------- | ------------- |
| المعلقون علي المباريات       | دون كاليس     |
| المعلقون علي المباريات       | جوش ماثيوز    |
| مقدمة المقابلات مع المصارعين | ميليسا سانتوس |

### المباريات التي لن يتم التخطيط لها
افتتح العرض بمباراة سداسية تضمنت كل ايس اوستن وايدن برينس وجاك ديانير والكنادين ديستروير بيتي واليامز
و ايدي ادواردز وجيك كريست. في نهاية المباراة، قام ويليامز بأداء ضربته المميزة "المدمرة الكندية" على دانير
وبينما هو يحاول ان يثبته قلبها أوستن سان ايست فليبب علي واليامز للفوز بالمباراة. 
نتائج المباريات الاخري
بعد ذلك، واجه روهيت راجو (برافقه جاما سينغ وراج سينغ) سكارليت بوردو (برفقة فلاه باه) في مباراة نساء ضد رجال. مع تشتيت فاه الحكم، قامت بوردو بمهاجمة راجو، وضربته
كارديل باك تو بيلي بالي درايفر للفوز في المباراة. 
بعد ذلك، واجه موس والشمال (إيثان بيج وجوش ألكساندر) راكالز (ديزموند كزافييه، وتري ميغيل وزاكاري وينتز). قام فريق الشمال بعمل حركة دبل تيم على كزافييه، ومن ثم ضربه موس الرمح يثبت كزافييه وللفوز في مباراة لفريقه. 
في المباراة التالية، دافعت تايا فالكيري علي بطولة Impact Knockouts ضد غوردون جريس. في النهاية، قامت فالكيري بضرب جريس "رود تو فالاهالا للفوز بالمباراة والاحتفاظ بالبطولة. 
بعد ذلك، دافع ريتش سوان عن بطولة Impact X Division ضد سامي كاليهان في مباراة قوانين اوه في اي. طرق سوان كاليهان بمضرب بيسبول ذو اسلاك. استخدم سوان لاحقًا المضرب لعمل حركة اخضاع عليه للحفاظ علي اللقب.
بعد ذلك، خرجت جيل كيم من الاعتزال لمواجهة تيسا بلانشارد. وكان والد بلانشارد تالي بلانشارد وزوج كيم روبرت ايرفين وسط الجمهور بعد افلات كيم من حركة «ماغنوم» الخاصة ببلانشارد، سرعان ما قامت بلانشارد بتحويلها الي حركة اخضاع أناكوندا معدلة لجعل كيم تستسلم بعد المباراة، صافحت بلانشارد كيم وتعانقتا. 
بعد ذلك، دافع جوني إمباكت (برفقة زوجته تايا فالكيري وجون إي برافو) عن بطولة العالم ضد بريان كيج، حيث كان لانس ستورم بمثابة الحكم الخاص. كان كيج قادراً على إنهاء تدخل برافو وفالكيري، وفي النهاية قام بضرب امباكت ديرل كلاو للفوز بالبطولة لأول مرة. بعد تلك المباراة، شهدت القاعة ظهور ضيف غير متوقع وهو مايكل الجين حيث سجل أول
ظهور له في الاتحاد حيث دخل الي الحلبة وضرب كيدج بباوربومب. 

### الحدث الرئيسي
في الحدث الرئيسي، دافع لوتشا بروس (فينيكس وبينتاجون جونيور) عن بطولة الفرق ضد فريق ال ايه اكس (اورتيز وسانتانا) (برفقة كونان) في مباراة فوضي كاملة معدنية. في النهاية، ضرب سانتانا بنتاجون جونيور في رأسه بشوكة حيث وقف كلاهما على سلم، فيما تبع أورتيز ذلك عن طريق ضرب بيتاجون جونيور بباوربومب علي طاولة مغطاة بدبابيس تثبيت الورق للفوز بالبطولة للمرة الرابعة. بعد المباراة، عانق الفريقان، حيث جاءت كل مصارعين الاتحاد علي الحلبة للاحتفال مع الابطال الجدد بالفوز.

## بعد العرض
أكد براين كيج أنه أصيب باصابة اثناء مباراته ضد جوني إمباكت عندما ضرب ب«ذبابة إسبانية» علي الطريق المنحدر وسقط كلاهما على الأرض. قال كيج إنه سيغيب عن العروض لفترة من الوقت حتي يتعافي من الإصابة.

## النتائج
| ترتيب المباريات        | النتائج | نوع المباراة                                       | وقت الذي استغرقته المباراة بالدقائق |
| ---------------------- | --- | -------------------------------------------------- | ----------------------------------- |
| 1                      | ايس أوستن هزم ايدن برنس، إدي إدواردز، جيك كريست، جيك دينر وبيتي ويليامز                                        | مباراة قاتلة سداسية                                | غير معروف                           |
| 2                      | سكارليت بوردو (برفقة فلاح باه ‏) هزمت روهيت راجو ‏ (مع جاما سينغ وراج سينغ)                                      | مباراة فردية                                       | 05:00                               |
| 3                      | موس وفريق الشمال (إيثان بيج وجوش ألكساندر) يهزمون فريق الرازكايلز (ديزموند كزافييه، وتري ميغيل ‏ وزاكاري وينتز) | مباراة فرق ستة رجال                                | 09:30                               |
| 4                      | تايا فالكيري (ب) هزمت جوردين جريس ‏                                                                             | مباراة فردية علي بطولة النوك اوتس                  | 09:00                               |
| 5                      | ريتش سوان (ب) هزم سامي كالهان ‏ عن طريق الاخضاع                                                                 | مباراة "قواعد اوه في اي علي لقب الاكس دفجن         | 16:20                               |
| 6                      | تيسا بلانشارد تهزمجيل كيم من خلال الاستسلام                                                                    | مباراة فردية                                       | 13:10                               |
| 7                      | براين كيج هزم جوني إمباكت (مع جون إي برافو وتايا فالكيري) (ب)                                                  | مباراة فردية علي بطولة العالم ولانس ستورم كحكم خاص | 13:20                               |
| 8                      | فريق ال ايه اكس (أورتيز وسانتانا) (مع كونان) يهزما فريق لوتشا بروس ‏ (فينيكس وبنتاجون جونيور) (ب)               | مباراة فوضى معدنية كاملةعلي بطولة الفرق            | 20:30                               |
| - (ب) - تشير إلى البطل | |                                                    |                                     |

- 2019 في المصارعة المحترفة
- مصارعة المحترفين في كندا